# 克羅芒似鱗頭鰍
克羅芒似鱗頭鰍為輻鰭魚綱鯉形目鰍科的其中一種，為熱帶淡水魚，分布於亞洲印度安得拉省的Araku山谷淡水流域，體長可達5.7公分，棲息在沙底質、水質清澈的溪流底層水域，生活習性不明。

## 扩展阅读
維基物種上的相關：克羅芒似鱗頭鰍